# ناحية النجمي
ناحية النجمي هي ناحية في قضاء الرميثة في محافظة المثنى، في جنوب العراق، في شمال شمال شرق مدينة السماوة، مساحة ناحية النجمي 654 كيلومتراً مربعاً، ويقدر سكان الناحية حسب تعداد الاخير لموقع محافظة المثنى بنحو 34 الف نسمة تقريبا.